# Emilio Benavent Escuín
Emilio Benavent Escuín (Valencia, 10 de abril de 1914 – Málaga, 4 de enero de 2008) fue un sacerdote católico español, obispo de Málaga, arzobispo de Granada y vicario general castrense de España.

## Trayectoria

### Formación
Estudió en Madrid Magisterio y Filosofía y Letras en la Universidad Central, donde fue discípulo de Ortega y Gasset. Tras un paréntesis a causa de la guerra civil, durante la cual combatió como soldado en el ejército nacional, pasó a la Universidad Pontificia Comillas (Santander) donde se doctoró en Teología.

### Sacerdote
Incardinado en Málaga, al lado del cardenal Herrera Oria, fue coadjutor en la parroquia de Santiago, capellán de Aviación, profesor de instituto, párroco de San Patricio en Huelin, profesor de Teología, Patrología y Arte Sacro del seminario diocesano, del que posteriormente fue rector, canónigo de la Catedral de Málaga y consiliario de las Juventudes de Acción Católica.

### Obispo
El 6 de diciembre de 1954 fue nombrado obispo auxiliar de Málaga y el 13 de febrero de 1960 obispo coadjutor de la misma diócesis, de la que se hizo cargo como obispo titular  el 7 de abril de 1967, al retirarse el cardenal Herrera Oria.
Con marcada sensibilidad social y por encargo del cardenal Herrera, llevó a cabo la creación de doscientas cincuenta escuelas rurales y coordinó la formación de numerosos maestros. Mientras ejerció en Málaga, se inauguraron las iglesias de Fátima y de San Gabriel, el convento cisterciense de la Encarnación y se inició la construcción de las iglesias de Santa Rosa de Lima y de Stella Maris.

### Arzobispo
Fue nombrado arzobispo coadjutor de Granada, ante la delicada salud del titular, Rafael García y García de Castro, el 26 de agosto de 1968 y se hizo cargo de la archidiócesis al fallecer este el 3 de febrero de 1974.
En Granada se recuerdan especialmente su sensibilidad y cercanía al mundo del trabajo y su solidaridad y apoyo a los curas obreros y a los sacerdotes sancionados por las homilías de carácter social y de oposición al régimen, frecuentes en los años finales del franquismo.

### Vicario general castrense
Fue nombrado arzobispo de Maximiana en Numidia para el cargo de vicario general castrense el 25 de mayo de 1977. Asimilado a la categoría de general de división y afectado por la ley de pase a la reserva de las Fuerzas Armadas, se le aceptó la dimisión como vicario el 27 de octubre de 1982, pese a no haber cumplido la edad de 75 años. Esta prematurara salida del cargo se ha relacionado con el golpe de Estado del 23 de febrero de 1981. Sin embargo permaneció como arzobispo de Maximiana en Numidia hasta el 7 de marzo de 1998, fecha en que se le aceptó la dimisión, poco antes de cumplir 84 años.

## Final
Desde que cesó como vicario general, residió en Málaga y colaboraba en la parroquia de San Gabriel hasta su fallecimiento, acaecido el 4 de enero de 2008. Por deseo propio, sus restos fueron inhumados en la iglesia parroquial de San Patricio de dicha ciudad.

## Sucesión
| Predecesor: John Joseph McCarthy             | Obispo titular de Cecirna 13 de febrero de 1955 – 7 de abril de 1967              | Sucesor: Amelio Poggi                |
| Predecesor: Ángel Herrera Oria               | Obispo de Málaga 7 de abril de 1967 – 26 de agosto de 1968                        | Sucesor: Ángel Suquía Goicoechea     |
| Predecesor:                                  | Arzobispo titular de Tiburnia 26 de agosto de 1968 – 3 de febrero de 1974         | Sucesor: Donato Squicciarini         |
| Predecesor: Rafael García y García de Castro | Arzobispo de Granada 3 de febrero de 1974 – 25 de mayo de 1977                    | Sucesor: José Méndez Asensio         |
| Predecesor: Joseph Jean Marie Rozier         | Arzobispo titular de Maximiana en Numidia 25 de mayo de 1977 – 7 de marzo de 1998 | Sucesor: Joseph Mugenyi Sabiiti      |
| Predecesor: José López Ortiz                 | Vicario general castrense de España 25 de mayo de 1977 – 27 de octubre de 1982    | Sucesor: José Manuel Estepa Llaurens |

- Datos: Q1337414
- Multimedia: Emilio Benavent Escuín / Q1337414